# Día Mundial de la Filosofía
El  Día Mundial de la Filosofía es una jornada que se celebra cada tercer jueves de noviembre desde 2006, fue proclamada por la UNESCO en 2005.

## Proclamación
Este día fue proclamado oficialmente por la Conferencia General de la UNESCO el 29 de julio de 2005. La celebración de este día tiene sus raíces en el Día de la Filosofía, que la UNESCO comenzó a conmemorar en 2002 dentro del marco de su Programa Ordinario. En mayo de 2004 Marruecos propuso a la UNESCO proclamar un día internacional de la filosofía. Esta propuesta fue discutida en 2005 por representantes de la UNESCO y formalizada por la embajadora Aziza Bennani, quien solicitó un estudio de viabilidad para evaluar los aspectos financieros y los beneficios esperados de establecer el Día Mundial de la Filosofía, lo que condujo a su proclamación oficial.
Esta proclamación tuvo como objetivo principal promover una cultura internacional de debate filosófico que respete la dignidad humana y la diversidad. La UNESCO buscaba con esto renovar el compromiso regional, subregional e internacional en favor de la filosofía, alentar el análisis, la investigación y los estudios filosóficos sobre los grandes problemas contemporáneos, sensibilizar a la opinión pública sobre la importancia de la filosofía y su utilización crítica, hacer un balance de la situación de la enseñanza de la filosofía en el mundo y subrayar la importancia de la generalización de la enseñanza filosófica para las generaciones futuras.

## Celebración
Este día se celebra el tercer jueves de noviembre. La fecha fue elegida para coincidir con el calendario académico y maximizar la participación de estudiantes y profesores. La primera celebración tuvo lugar en 2002 como Día de la Filosofía, y la ceremonia inaugural después de su proclamación oficial fue en 2006. Las actividades típicas de este día incluyen diálogos filosóficos, discusiones, conferencias, talleres, eventos culturales y diversas presentaciones alrededor del tema general del Día. Participan filósofos, científicos de todas las ramas de las ciencias sociales y naturales, educadores, maestros, estudiantes, periodistas y representantes de los medios de comunicación, además del público en general.

## Temas
Día de la Filosofía
- 2002: You don't learn philosophy, you learn to philosophise,[10] ('No aprendes filosofía, aprendes a filosofar')
- 2003: Current issues in the company of some 50 philosophers from different regions of the world,[11] ('Problemas actuales en compañía de unos 50 filósofos de diferentes regiones del mundo')
- 2004: Wealth of philosophical cultures and traditions,[12] ('Riqueza de culturas y tradiciones filosóficas')

Día Mundial de la Filosofía
- 2005: La filosofía y la condición del hombre moderno[13]

- 2006: La philosophie et la condition du monde moderne,[8] ('La filosofía y la condición del hombre moderno')
- 2007: Philosophy and Utopias,[14] ('Filosofía y utopias')
- 2008: Rights and Power,[15] ('Derechos y poder')
- 2009: Philosophy in the Dialogue of Cultures,[16] ('La filosofía en el diálogo de las culturas')

- 2010: Philosophy, Cultural Diversity and Rapprochement of Cultures,[17] ('Filosofía, diversidad cultural y acercamiento de las culturas')
- 2011: Philosophy and Equitable Sharing of the Benefits of Science,[18] ('Filosofía y reparto equitativo de los beneficios de la ciencia')
- 2012: Future generations, [19][20] ('Generaciones futuras')
- 2013: For Inclusive Societies and a Sustainable Planet, [21] ('Por sociedades inclusivas, y un planeta sostenible')
- 2014: Social Transformations and Intercultural Dialogue, [22] ('Transformación social y diálogo intercultural')
- 2015: Plurality of languages and places of philosophy, [23] ('La pluralidad de lenguas y lugares de la filosofía')
- 2016: Dare to open spaces for free, open and tolerant thinking,[24]  ('Atrévete a abrir espacios para un pensamiento libre, abierto y tolerante')
- 2017: Sin tema[25]
- 2018: Sin tema central[26]
- 2020: Sobre la importancia de la filosofía en tiempos de crisis[27]
- 2021: Sin tema central[28]
- 2022: The Human of the Future,[29] ('El humano del futuro')
- 2023: Philosophical Reflection in a Multicultural World,[30] (Reflexiones filosóficas en un mundo multicultural')